# Władysław Czartoryski

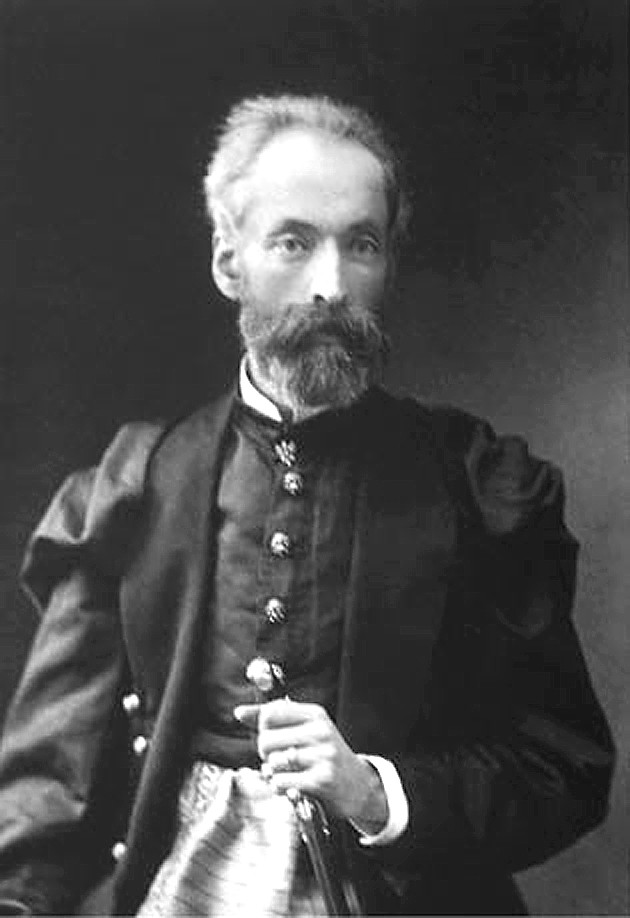
Władysław Czartoryski

Prinz Władysław Czartoryski (* 3. Juli 1828 in Warschau; † 23. Juni 1894 in Boulogne-sur-Seine, Frankreich) war ein polnischer Adliger, politischer Aktivist und Kunstsammler. 

## Familie und Leben
Seine Eltern waren Prinz Adam Jerzy Czartoryski (1770–1861) und Prinzessin Anna Zofia Sapieha (Anna Sapieha-Kodeńska) (1798–1864).
Er heiratete am 1. März 1855 Maria Amparo Muñoz y Borbón (1834–1864) Gräfin von Vista Alegre, Tochter von Agustín Fernando Muñoz y Sánchez. Aus dieser Ehe entstammte der spätere Herzog Franciszek August Czartoryski (1858–1893). Nach dem Tod von Prinzessin Maria heiratete Władysław Czartoryski am 15. Januar 1872 Marguerite d’Orléans (1846–1893). Aus dieser zweiten Ehe entstammten die Söhne Adam Ludwik Czartoryski (1872–1937) und Witold Kazimierz Philipp Jan Czartoryski (1876–1911).
Auf seine Initiative hin wurde 1876 die bedeutende Kunstsammlung der Familie Czartoryski, die nach der Niederschlagung des Novemberaufstandes 1830 von der Konfiszierung bedroht gewesen und deshalb nach Paris geschafft worden war, zurück nach Krakau verlegt. Sie bildete dort den Grundstock des wenige Jahre später eröffneten Czartoryski-Museums.
Władysław Czartoryski starb am 23. Juni 1894 wenige Tag vor Vollendung seines 66. Lebensjahres in Boulogne-sur-Seine. Er wurde in Polen in der Familiengruft in Sieniawa bestattet.